# Grand Prix Meksyku 1986
Grand Prix Meksyku 1986 (oryg. Gran Premio de Mexico) – 15. runda Mistrzostw Świata Formuły 1 w sezonie 1986, która odbyła się 12 października 1986, po raz dziewiąty na torze Autódromo Hermanos Rodríguez.
10. Grand Prix Meksyku, dziewiąte zaliczane do Mistrzostw Świata Formuły 1.

## Klasyfikacja
| Legenda oznaczeń w tabelach wyników Wyświetl szablon na nowej stronie | Legenda oznaczeń w tabelach wyników Wyświetl szablon na nowej stronie                                                                     |
| Oznaczenie                                                            | Wyjaśnienie |
| --------------------------------------------------------------------- | --- |
| Złoty                                                                 | Zwycięzca lub mistrzostwo |
| Srebrny                                                               | 2. miejsce lub wicemistrzostwo |
| Brązowy                                                               | 3. miejsce lub II wicemistrzostwo |
| Zielony                                                               | Ukończył, punktował (w klasyfikacji generalnej, gdy zdobył co najmniej jeden punkt na przestrzeni sezonu, poza trzema powyższymi opcjami) |
| Niebieski                                                             | Ukończył, nie punktował (w klasyfikacji generalnej, gdy nie zdobył co najmniej jednego punktu na przestrzeni sezonu)                      |
| Czerwony                                                              | Nie zakwalifikował się (NZ) |
| Czerwony                                                              | Nie prekwalifikował się (NPK) |
| Różowy                                                                | Nie ukończył (NU) |
| Różowy                                                                | Niesklasyfikowany (NS) (w klasyfikacji generalnej, gdy nie został sklasyfikowany w żadnym wyścigu sezonu)                                 |
| Czarny                                                                | Zdyskwalifikowany (DK) |
| Czarny                                                                | Wykluczony (WYK/EX) |
| Biały                                                                 | Nie wystartował (NW) |
| Biały                                                                 | Kontuzjowany (K/INJ) |
| Biały                                                                 | Wyścig odwołany (OD/C) |
| Bez koloru                                                            | Został wycofany (WYC/WD) |
| Bez koloru                                                            | Nie przybył (NP/DNA) |
| Bez koloru                                                            | Nie brał udziału w treningach (NT/DNP) |
| Bez koloru                                                            | Nie został zgłoszony (–) |
| Pogrubienie                                                           | Start z pole position |
| Kursywa                                                               | Najszybsze okrążenie wyścigu |
| †                                                                     | Nie ukończył, ale jego rezultat został zaliczony ze względu na przejechanie więcej niż 90% dystansu wyścigu.                              |
| *                                                                     | Sezon w trakcie |
| 1/2/3                                                                 | Punktowana pozycja w sprincie kwalifikacyjnym                                                                                             |
| Lista systemów punktacji Formuły 1                                    | |

| Poz | Nr                                                     | Kierowca           | Konstruktor            | Okrążenia | Czas/powód NU          | Poz. startowa | Punkty |
| --- | ------------------------------------------------------ | ------------------ | ---------------------- | --------- | ---------------------- | ------------- | ------ |
| 1   | 20                                                     | Gerhard Berger     | Benetton-BMW           | 68        | 1:33:18.700            | 4             | 9      |
| 2   | 1                                                      | Alain Prost        | McLaren-TAG            | 68        | + 25.438               | 6             | 6      |
| 3   | 12                                                     | Ayrton Senna       | Lotus-Renault          | 68        | + 52.513               | 1             | 4      |
| 4   | 6                                                      | Nelson Piquet      | Williams-Honda         | 67        | + 1 okrążenie          | 2             | 3      |
| 5   | 5                                                      | Nigel Mansell      | Williams-Honda         | 67        | + 1 okrążenie          | 3             | 2      |
| 6   | 26                                                     | Philippe Alliot    | Ligier-Renault         | 67        | + 1 okrążenie          | 10            | 1      |
| 7   | 18                                                     | Thierry Boutsen    | Arrows-BMW             | 66        | + 2 okrążenia          | 21            |        |
| 8   | 23                                                     | Andrea de Cesaris  | Minardi-Motori Moderni | 66        | + 2 okrążenia          | 22            |        |
| 9   | 17                                                     | Christian Danner   | Arrows-BMW             | 66        | + 2 okrążenia          | 20            |        |
| 10  | 14                                                     | Jonathan Palmer    | Zakspeed               | 65        | Brak paliwa            | 18            |        |
| 11  | 3                                                      | Martin Brundle     | Tyrrell-Renault        | 65        | + 3 okrążenia          | 16            |        |
| 12  | 28                                                     | Stefan Johansson   | Ferrari                | 64        | Turbosprężarka         | 14            |        |
| 13  | 7                                                      | Riccardo Patrese   | Brabham-BMW            | 64        | Wypadł z toru          | 5             |        |
| 14  | 24                                                     | Alessandro Nannini | Minardi-Motori Moderni | 64        | + 4 okrążenia          | 24            |        |
| 15  | 25                                                     | René Arnoux        | Ligier-Renault         | 63        | Silnik                 | 13            |        |
| 16  | 22                                                     | Allen Berg         | Osella-Alfa Romeo      | 61        | + 7 okrążeń            | 26            |        |
|     | Niesklasyfikowani                                      |                    |                        |           |                        |               |        |
| NU  | 11                                                     | Johnny Dumfries    | Lotus-Renault          | 53        | Elektronika            | 17            |        |
| NU  | 8                                                      | Derek Warwick      | Brabham-BMW            | 37        | Silnik                 | 7             |        |
| NU  | 15                                                     | Alan Jones         | Lola-Ford              | 35        | Opona                  | 15            |        |
| NU  | 2                                                      | Keke Rosberg       | McLaren-TAG            | 32        | Przebicie opony        | 11            |        |
| NU  | 27                                                     | Michele Alboreto   | Ferrari                | 10        | Turbosprężarka         | 12            |        |
| NU  | 21                                                     | Piercarlo Ghinzani | Osella-Alfa Romeo      | 8         | Turbosprężarka         | 25            |        |
| NU  | 4                                                      | Philippe Streiff   | Tyrrell-Renault        | 8         | Turbosprężarka         | 19            |        |
| NU  | 19                                                     | Teo Fabi           | Benetton-BMW           | 4         | Silnik                 | 9             |        |
| NU  | 16                                                     | Patrick Tambay     | Lola-Ford              | 0         | Wypadek                | 8             |        |
|     | Nie wystartowali / nie dopuszczeni do ponownego startu |                    |                        |           |                        |               |        |
| NS  | 29                                                     | Huub Rothengatter  | Zakspeed               | 0         | brak zapasowego bolidu |               |        |